# ف. م. بیست‌ساله از تهران
ف. م. بیست ساله از تهران نام یک مجموعهٔ تلویزیونی ایرانی به کارگردانی فیاض موسوی است که در سال ۱۳۷۰ تولید و از شبکه ۱ سیمای جمهوری اسلامی ایران پخش گردید.

## خلاصه داستان
جوانی به علت رد شدن در کنکورِ ورودی دانشگاه، از سوی خانواده طرد می‌شود و سپس، توسط دوستان ناباب، به انحراف کشیده می‌شود. این جوان، پسر عمویی دارد که دانشجوست و در منزل آنان ساکن است و به علت شخصیت قوی و بااراده‌اش، مورد توجه خانوادهٔ اوست و این موضوع، همواره حسادت او را برمی‌انگیزد. این پسر عمو توسط خواهرِ جوان، از مشکلات او مطلع می‌شود و تلاش می‌کند پسرعمویش را به خانه بازگرداند و او را از لحاظ فکری و روحی کمک کند و در انتها، موفق می‌شود.

## بازیگران و عوامل تولید

### بازیگران
- بهزاد رحیم‌خانی
- محمدرضا درخشان
- قاسم صالحی
- رؤیا امامی

### عوامل تولید
- نویسنده و کارگردان: فیاض موسوی
- تصویربردار: محمد اقتصاد
- تدوین: فیاض موسوی
- موسیقی: انتخابی
- تهیه‌کننده: فیاض موسوی
- فرمت تصویر: ویدئویی
- تعداد قسمت‌ها: ۱۳ قسمت
- مدت زمان: ۳۹۰ دقیقه
- محصول: گروه اجتماعی شبکه ۱ سیمای جمهوری اسلامی ایران
- سال تولید: ۱۳۷۰